# 民主陣線 (香港)
民主陣線（英語：Democratic Alliance），前稱元朗天水圍民主陣線，成立於2001年，是香港少數親近中華民國的政治組織之一，本為2003年香港區議會選舉而成立，在選後仍然以聯盟的形式繼續運作，當年在元朗區議會與民建聯及元朗鄉事派鼎足而立，曾是元朗區議會中最大的民主派代表。已於2021年7月12日停止活動。
在2007年香港區議會選舉中，原元朗天水圍民主陣線成員，俱統一改以「民主陣線」名義登記參選，同時於九龍深水埗區議會南昌北選區出選，同屬於民國派團體的神州青年服務社前主席梁漢華，亦以民主陣線作為政治聯繫。

## 組織簡介

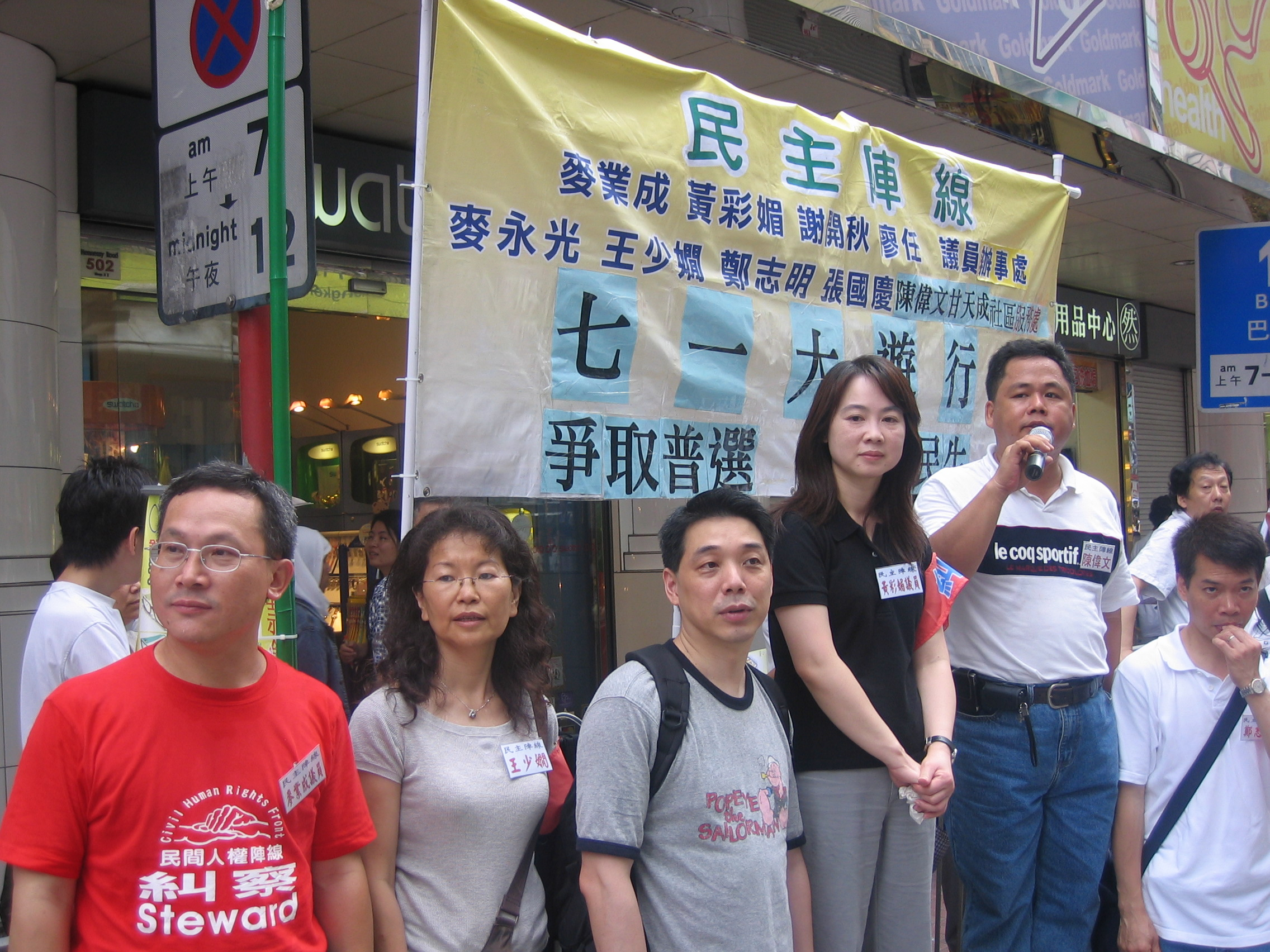
民主陣線，參加2007年七一遊行。出席有麥業成議員、王少嫻、黃彩媚律師、陳偉文、鄭志明等。

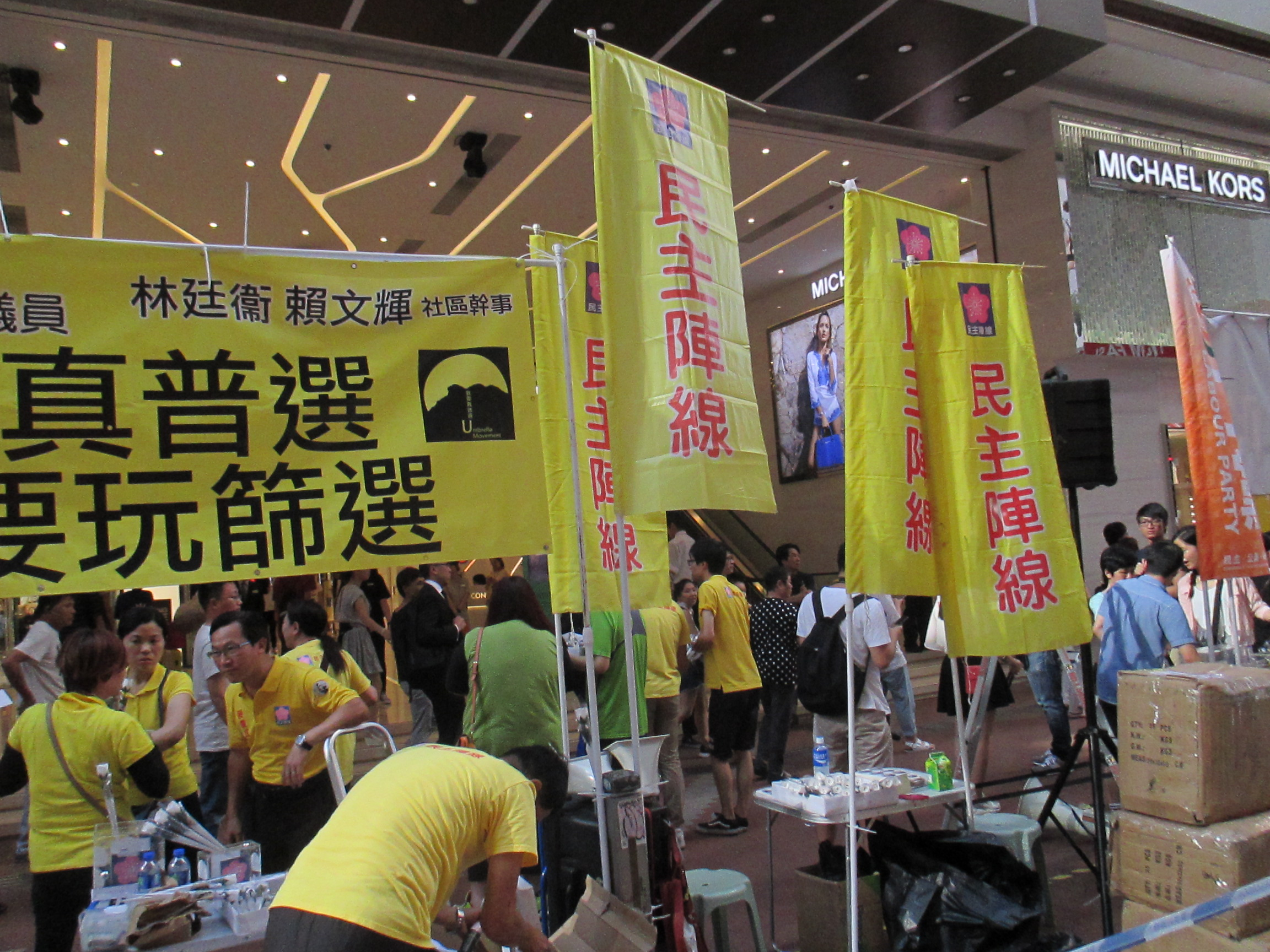
2015年六四，元朗天水圍民主陣線在銅鑼灣紀利佐治街擺設街站。出席有麥業成議員，社區幹事林廷衛、賴文輝。

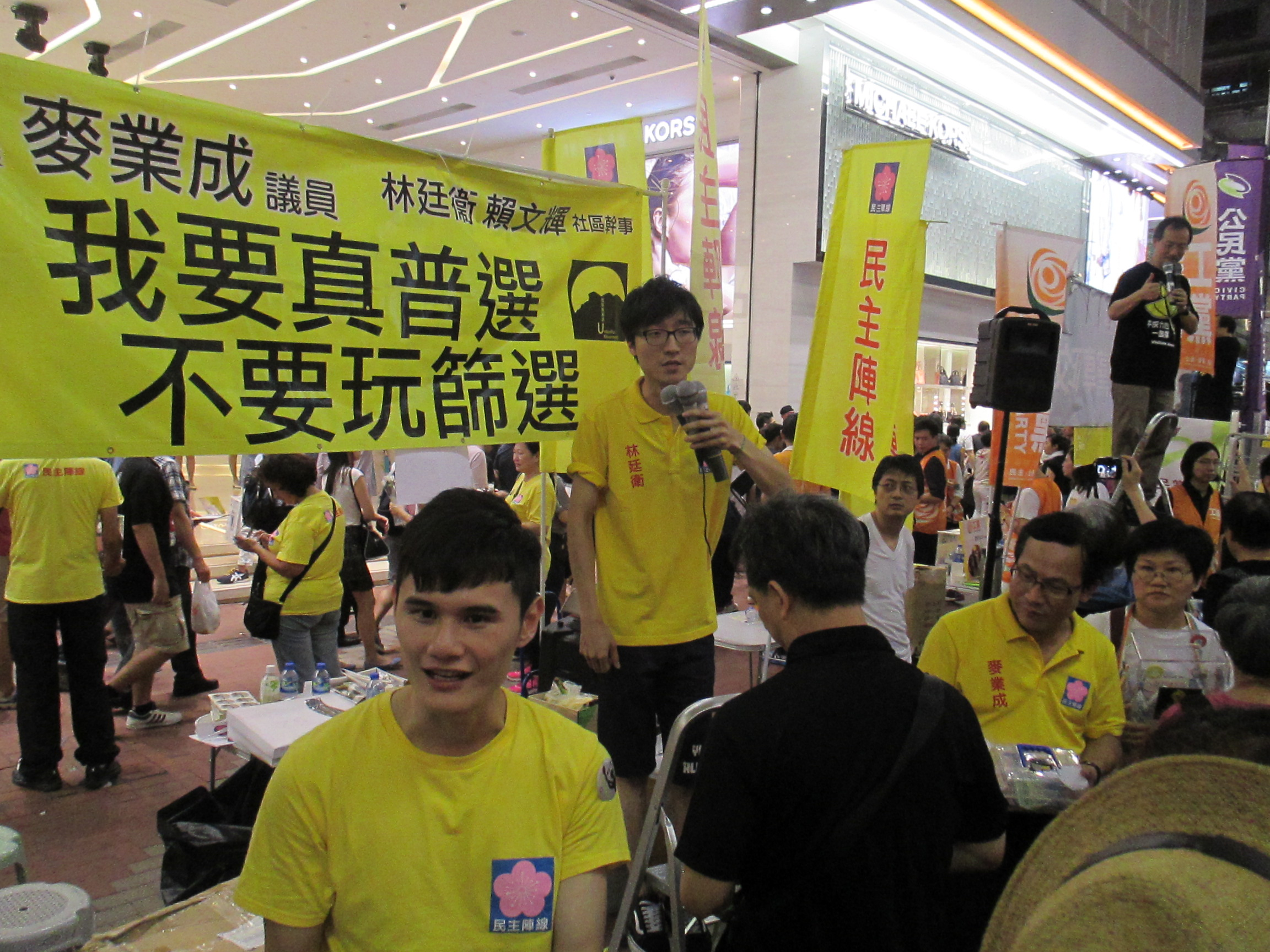
2015年六四，民主陣線在銅鑼灣紀利佐治街擺設街站。出席有麥業成議員，社區幹事林廷衛。

民主陣線，簡稱「主陣」或「藍陣」，絕少單獨稱呼為「民陣」，避免跟由48個民間團體及泛民主派政黨共同成立的「民間人權陣線」（簡稱民陣）相混淆。前屯門區議員宋景輝在參與2003年香港區議會選舉屯門建生選區選舉時，同時加入此政黨。
當年主要由當時的無黨籍立法會議員陳偉業牽頭（他在其根據地荃灣區，依樣畫葫蘆地成立了「荃灣選舉聯盟」），輔以元朗區議員麥業成（前一二三民主聯盟成員），以及其他在元朗的親中華民國的地方政治人物如港九工團聯合總會副主席王少嫻等。
積極參與了2003年香港七一遊行後首次舉行的2003年香港區議會選舉，並且派出大量候選人，原因是當時天水圍新市鎮正大規模發展，有大量的新議席開設，而且都是由新人去競逐，再加上當屆選舉青年參政的氛圍，於是派出一定數量的年青人參與該次的選舉。
在2003年香港區議會選舉以民主派勝利作結後，麥業成加入了民主派政黨前綫，並成為執行委員，預備投入參與2004年香港立法會選舉的新界西分區選舉，因而與當時無黨籍的立法會議員陳偉業反目。後來麥業成退出前綫，也沒有參與該屆的立法會選舉。
2008年香港立法會選舉，麥業成原擬參與新界西分區選舉，惟最終沒有參與該屆的立法會選舉，民主陣線的「PlanB」是支持第8號候選人社會民主連線創黨主席的黃毓民先生參選九龍西立法會議員選舉並為其助選。

## 領導人物
與前任區議員謝開秋、黃彩媚、廖任、陳美蓮（廣義而言，陳美蓮在選舉期間為藍陣的一員，但選後，因為麥業成加入民主派政黨前綫，曾與陳偉業分道揚鑣，陳美蓮則選擇追隨陳偉業。）

## 區議會議員（2016－2019年）
| 代號 | 選區 | 姓名   | 備註 |
| ---- | ---- | ------ | ---- |
| M07  | 鳳翔 | 麥業成 |      |

## 區議會議員（2020－2023年）
民主陣線在元朗區議會獲得2個議席。
| 代號 | 選區     | 姓名   | 備註                |
| ---- | -------- | ------ | ------------------- |
| M02  | 元朗中心 | 石景澄 | 於2021年7月13日請辭 |
| M03  | 鳳翔     | 麥業成 | 於2021年7月12日請辭 |

## 立法會選舉

### 2012年香港立法會選舉
主席麥業成於2012年香港立法會選舉退出人民力量，首次以藍營「民主陣線」主席名義參與新界西分區選舉，結果獲得2896票落選。

## 區議會選舉

### 2003年香港區議會選舉
以「元朗天水圍藍營民主陣線」（藍陣）提名的有六人，分別是麥業成、謝開秋、黃彩媚、廖任、張國慶及王少嫻，其中四人當選；以獨立民主派參選的有五人，包括邵陽德、陳美蓮、歐陽顯威、郭青苗及張志遠，當中僅有一人當選。

### 2007年區議會選舉
共派出11位候選人，只有麥業成主席當選成功連任，其他候選人均告落選。

### 2011年區議會選舉
除了麥業成主席在元朗區鳳翔選區競逐連任，還派出豐年選區李嘉華及元朗中心的許昭藩參選。結果麥業成獲得1,845票，高票擊敗得1,580票的對手余仲良，成功連任。
| 代號 | 選區     | 姓名   | 結果 | 備註 |
| ---- | -------- | ------ | ---- | ---- |
| M06  | 鳳翔     | 麥業成 |      |      |
| M01  | 豐年     | 李嘉華 |      |      |
| M05  | 元朗中心 | 許昭藩 |      |      |

### 2015年區議會選舉
除了主席麥業成競逐連任之外，還有元朗中心選區林廷衛及豐年選區黃國雄參選。此外，還跨出元朗天水圍，提名前人民力量成員黃志順在荃灣區象石選區參選，而在深水埗區南昌南出選的神州青年服務社社長林偉棠亦以民主陣線名義出選。至於已退出民主陣線的前社區主任賴文輝則以獨立候選人身份，空降三個月在荃灣區石圍角選區參選。
結果麥業成以2,173票，第三次擊敗得1,425票的對手余仲良，兩人得票差距擴大至700多票。同區另一參選人王偉只得163票。
| 代號 | 選區     | 姓名   | 結果 | 備註 |
| ---- | -------- | ------ | ---- | ---- |
| M06  | 鳳翔     | 麥業成 |      |      |
| M01  | 豐年     | 黃國雄 |      |      |
| M05  | 元朗中心 | 林廷衛 |      |      |
| F06  | 南昌南   | 林偉棠 |      |      |
| K16  | 象石     | 黃志順 |      |      |

### 2019年區議會選舉
主席麥業成於鳳翔選區競逐連任，另派出石景澄、趙寶琴分別參選相鄰的元朗中心選區，和葵青區的盛康選區。最終，麥業成、石景澄二人成功當選。至於已轉投民主黨的林廷衛則於元朗東頭選區勝出，而離開後先後跳槽於公民、民主兩黨的賴文輝，則在荃灣區象石選區勝出。
而趙寶琴及民建聯梁嘉銘原分別獲得3,259票及3,180票，按此結果應為趙以79票之微勝出。不過，選舉主任其後決定將票站500多張問題票中的大部份視作有效選票及作出分配，令趙寶琴「由贏變輸」。趙寶琴多次向選舉主任投訴無效，一度考慮進行選舉呈請。
| 代號 | 選區     | 姓名   | 結果 | 備註 |
| ---- | -------- | ------ | ---- | ---- |
| M07  | 鳳翔     | 麥業成 |      |      |
| M05  | 元朗中心 | 石景澄 |      |      |
| S25  | 盛康     | 趙寶琴 |      |      |

## 外部連結
- 民主陣線（页面存档备份，存于）Youtube頻道

## 資料來源與註釋
1. ↑  兩個「民陣」邊個真？ （页面存档备份，存于），《蘋果日報》，2014年5月2日。
2. ↑  親中華民國藍營「民主陣線」爭新界西議席 （页面存档备份，存于）《香港太陽報》
3. ↑  「泛藍麥業成等成員及李偉儀退出人民力量」 （页面存档备份，存于）新聞稿。2012年6月28日。
4. ↑  .   [2013-01-19]. （原始内容存档于2012-11-14）.
5. ↑  .   [2013-01-19]. （原始内容存档于2011-11-03）.的存檔，存档日期2011-11-03.
6. ↑  .   [2013-01-19]. （原始内容存档于2013-12-13）.
7. ↑  【壹錘】元朗泛民被圍揼 建制派雞派lotion （页面存档备份，存于）《蘋果日報》
8. ↑  .   [2019-11-26]. （原始内容存档于2020-08-26）.